# Телевидение в Чили
Телевидение – одно из основных средств массовой информации Чили. 
Вещание ТВ было начато в 1957 году. В стране имеются 63 вещательных станции (плюс 121 ретранслятора) (1997 г.). Используемая система телевещания – NTSC. 
Основным регулятором телевизионного контента является «Национальный совет по телевидению» (CNTV). Технические аспекты регулируются Министерством транспорта и связи через Подсекретариат электросвязи (Subtel).

## История
Первая телевизионная трансляция в Чили состоялась 5 октября 1957 года в главном кампусе Папского католического университета Вальпараисо, что дало жизнь первому телеканалу страны «UCV» (TV+). Два года спустя, 21 августа 1959 года, Католический университет Чили провел экспериментальную передачу между своим главным кампусом и штаб-квартирой газеты «El Mercurio», расположенных в центре Сантьяго, открыв второй канал страны, «Канал 13», занимаю частоту 2 в течение нескольких лет (сейчас 13). Первым ведущим чилийского телевидения стал известный журналист Патрисио Баньядос.
Цветное телевидение дебютировало 6 февраля 1978 года.

## Пользователи
Согласно переписи 2002 года, 87% чилийских домохозяйств имели хотя бы один цветной телевизор. Согласно общенациональному опросу, проведенному CEP в ноябре–декабре 2011 года, 88,6% чилийских домохозяйств имели хотя бы один цветной телевизор, 0,9% не имели, а 10,5% не ответили на вопрос. 60% семей, которые заявили, что у них есть хотя бы один цветной телевизор, также заявили, что у них есть кабельное или спутниковое телевидение.

## Кабельное / Спутниковое телевидение
По состоянию на сентябрь 2011 года в Чили насчитывалось 1.138.718 абонентов кабельного телевидения (55,3%) и 921.490 абонентов спутникового телевидения (44,7%). По состоянию на сентябрь 2011 года уровень проникновения кабельного и спутникового телевидения в домашних хозяйствах составлял 40,4%.
| Компания                  | Тип                           | Подписчики | Рыночная доля (Сентябрь 2011) |
| ------------------------- | ----------------------------- | ---------- | ----------------------------- |
| Cable Central             | CATV                          | 11,795     | 0.6%                          |
| DIRECTV Chile Ltda.       | Спутниковое телевидение       | 231,733    | 11.2%                         |
| PACIFICO CABLE S.A.       | CATV                          | 52,645     | 2.6%                          |
| Telefónica del Sur        | IPTV                          | 46,175     | 2.2%                          |
| Telefónica Multimedia     | Спутниковое телевидение       | 369,848    | 18.0%                         |
| Claro Comunicaciones S.A. | Спутниковое телевидение, CATV | 414,620    | 20.1%                         |
| TU VES S.A.               | Спутниковое телевидение       | 18,065     | 0.9%                          |
| VTR Banda Ancha S.A.      | CATV                          | 915,327    | 44.4%                         |
| Всего подписчиков         | Всего подписчиков             | 2,060,208  | 100.0%                        |

## Цифровое телевидение
14 сентября 2009 года Чили объявила о своем решении принять японский стандарт ISDB-T с MPEG-4 для цифрового наземного телевидения, присоединившись к Аргентине и Перу. Отключение аналогового телевидения было запланировано на 2019 год. Чили отложила принятие решения о том, какой стандарт цифрового наземного телевидения принять. В конце октября 2008 года президент Мишель Бачелет представила Конгрессу законопроект, в котором подробно описываются правовые рамки для вещания DTTV в стране, но без определения того, какой стандарт будет использоваться.
Национальное телевидение Чили «TVN» проводит испытания цифрового наземного телевещания с 1999 года. «Канал 13» делает это с 2007 года, но только в Сантьяго, передавая в трех форматах DTV (ATSC, DVB и ISDB). В июне 2010 года в Вальпараисо «UCV TV» должен был начать демонстрационное вещание ISDB-Tb для района Вальпараисо/Винья-дель-Мар с использованием передатчика мощностью 800 Вт.
Телевизоры с поддержкой HDTV широко продаются в Чили, и компании кабельного и спутникового телевидения передают своим подписчикам ограниченный HD-контент (27 каналов HD в VTR – 2 бесплатных национальных, 4 премиальных, 21 базовых). VTR является крупнейшим в стране провайдером кабельного телевидения.

## Телевизионные каналы Чили
| Лого     | Канал                        | Программирование          | Слоган                                               | Начало передач   | Владелец                                                                  | Оператор                                       | Охват        | Веб-сайт                     |
| -------- | ---------------------------- | ------------------------- | ---------------------------------------------------- | ---------------- | ------------------------------------------------------------------------- | ---------------------------------------------- | ------------ | ---------------------------- |
| centrado | Televisión Nacional de Chile | Универсал                 | Давайте встретимся                                   | 18 сентября 1969 | Estado Chileno (Общественный)                                             | Televisión Nacional de Chile                   | Национальный | Televisión Nacional de Chile |
| centrado | TV Educa Chile               | Образовательный и детский | Новый национальный детский сигнал                    | 27 апреля 2020   | Estado Chileno (Общественный)                                             | Televisión Nacional de Chile                   | Национальный | TV Educa Chile               |
| centrado | Mega                         | Универсал                 | Пусть это вас удивит                                 | 23 октября 1990  | Bethia (72,5 %) Discovery Inc. (27,5 %) (Частный)                         | Mega Media ( Discovery Networks Latin America) | Национальный | Mega                         |
| centrado | Chilevisión                  | Универсал                 | Мы идем с тобой                                      | 4 ноября 1960    | WarnerMedia (Частный) Universidad de Chile (Академический)                | WarnerMedia Latin America                      | Национальный | Chilevisión                  |
| centrado | UChile TV                    | Educativa y cultural      | Una buena señal                                      | 30 декабря 2020  | WarnerMedia (Частный) Universidad de Chile (Академический)                | Universidad de Chile                           | Национальный | UChile TV                    |
| centrado | Canal 13                     | Универсал                 | Мы для тебя                                          | 21 августа 1959  | Grupo Luksic (Частный)                                                    | Grupo Secuoya                                  | Национальный | Canal 13                     |
| centrado | T13 Móvil                    | Новости                   | Познакомьтесь с вашим новым новостным каналом        | 26 апреля 2016   | Grupo Luksic (Частный)                                                    | Grupo Secuoya                                  | Национальный | T13 Móvil                    |
| centrado | La Red                       | Универсал                 | Рядом с тобой                                        | 12 мая 1991      | Albavisión (Частный)                                                      | Compañía Chilena de Televisión                 | Национальный | La Red                       |
| centrado | Telecanal                    | Универсал                 | Больше развлечений                                   | 5 декабря 2005   | Albavisión (Частный)                                                      | Red de Telecanal (Canal 2 S.A.)                | Национальный | Telecanal                    |
| centrado | TV+                          | Универсал                 | Присоединяйся                                        | 5 октября 1957   | Media 23 SpA (90 %) (Частный) PUCV Multimedios SpA (10 %) (Академический) | TV+ SpA                                        | Национальный | TV+                          |
| centrado | Tateti                       | Детский                   | Повезло тебе                                         | 1 августа 2015   | Media 23 SpA (90 %) (Частный) PUCV Multimedios SpA (10 %) (Академический) | TV+ SpA                                        | Национальный | Tateti                       |
| centrado | UCV TV                       | Культурный                | Первый культурный канал открытого телевидения в Чили | 12 апреля 2018   | Media 23 SpA (90 %) (Частный) PUCV Multimedios SpA (10 %) (Академический) | PUCV Multimedios SpA                           | Национальный | UCV TV                       |